# Santuario de Santa Filomena
El Santuario de Santa Filomena es un templo católico ubicado en el sector de Santa Filomena, comuna de Santa María, Región de Valparaíso, Chile. Construida en 1898, fue declarada monumento histórico, mediante el Decreto n.º 17, del 27 de enero de 2009.
El 9 de noviembre de cada año se celebra la fiesta religiosa de santa Filomena, donde acuden una gran cantidad de fieles peregrinos.

## Historia
Fue construido por iniciativa del hacendado de Manuel de Guilisasti, y fue terminada el 8 de diciembre de 1898. Con el paso de los años, los feligreses comenzaron a donar diversos terrenos alrededor del templo, que sirvieron para la construcción de la casa parroquial y otras dependencias.
En 1945 los Salesianos se hicieron cargo del santuario, en donde establecieron su noviciado, que se mantuvo en funciones hasta el año 1956.
En 1953 un incendio dejó el templo en cenizas, por lo que tuvo que ser reconstruido con aportes de los Salesianos, la comunidad y las autoridades locales. Otras reconstrucciones se llevaron a cabo luego de los terremotos de 1985 y 2010.

## Descripción
De estilo eclético, con un campanario de estilo neocolonial, el santuario presenta una planta rectangular de adobe, con su frontis hecho de tabiquería de madera.